# Анна Маргарета фон Хесен-Хомбург
Анна Маргарета фон Хесен-Хомбург (на немски: Anna Margarete von Hessen-Homburg; * 31 август 1629, Хомбург; † 3 август 1686, Оберкотцау) е принцеса от Хесен-Хомбург и чрез женитба херцогиня на Шлезвиг-Холщайн-Зондербург-Визенбург.

## Живот
Тя е единствената дъщеря на ландграф Фридрих I фон Хесен-Хомбург (1585 – 1638) и съпругата му графиня Маргарета Елизабет фон Лайнинген-Вестербург (1604 – 1667), единствената дъщеря на граф Кристоф фон Лайнинген-Вестербург (1575 – 1635). Сестра е на Вилхелм Кристоф (1625 – 1681), Георг Кристиан (1626 – 1677) и Фридрих II (1633 – 1708).
Анна Маргарета се омъжва на 5 май 1650 г. в Хомбург за херцог Филип Лудвиг фон Шлезвиг-Холщайн-Зондербург-Визенбург (1620 – 1689). Тя е втората му съпруга. През 1663 г. той купува замък Визенбург, който дава името на неговата линия.
Анна Маргарета умира на 3 август 1686 г. в Оберкотцау, Бавария, на 56-годишна възраст.

## Деца
Анна Маргарета и Филип Лудвиг имат децата:
- Фридрих, херцог на Шлезвиг-Холщайн-Зондербург-Визенбург (1651 – 1724)

∞ 1672 (разведен 1680) принцеса Шарлота фон Лигница-Бриг (1652 – 1707)
- Георг Вилхелм (*/† 1652)
- София Елизабет (1653 – 1684)

∞ 1676 херцог Мориц фон Саксония-Цайц (1619 –1681)
- Карл Лудвиг (1654 – 1690)
- Елеонора Маргарета (1655 – 1702)

∞ 1674 княз Максимилиан II фон Лихтенщайн (1641 – 1709)
- Кристина Амалия (1656 – 1666)
- Анна Вилхелмина (*/† 1657)
- Йохан Георг (*/† 1658)
- Леополд Георг (*/† 1660)
- Вилхелм Христиан (1661 – 1711)
- Фридерика Луиза (1662 – 1663)
- Магдалена София (1664 – 1720)
- Анна Фридерика Филипина (1665 – 1748)

∞ 1702 херцог Фридрих Хайнрих фон Саксония-Цайц-Пегау-Нойщат (1668 – 1713)
- дете (*/† 1666)
- Йохана Магдалена Луиза (1668 – 1732)